# Ніктоцереус змієподібний
Ніктоце́реус змієподі́бний (лат. Peniocereus serpentinus) — вид роду Peniocereus родини кактусових, поширений в Мексиці.

## Синоніми

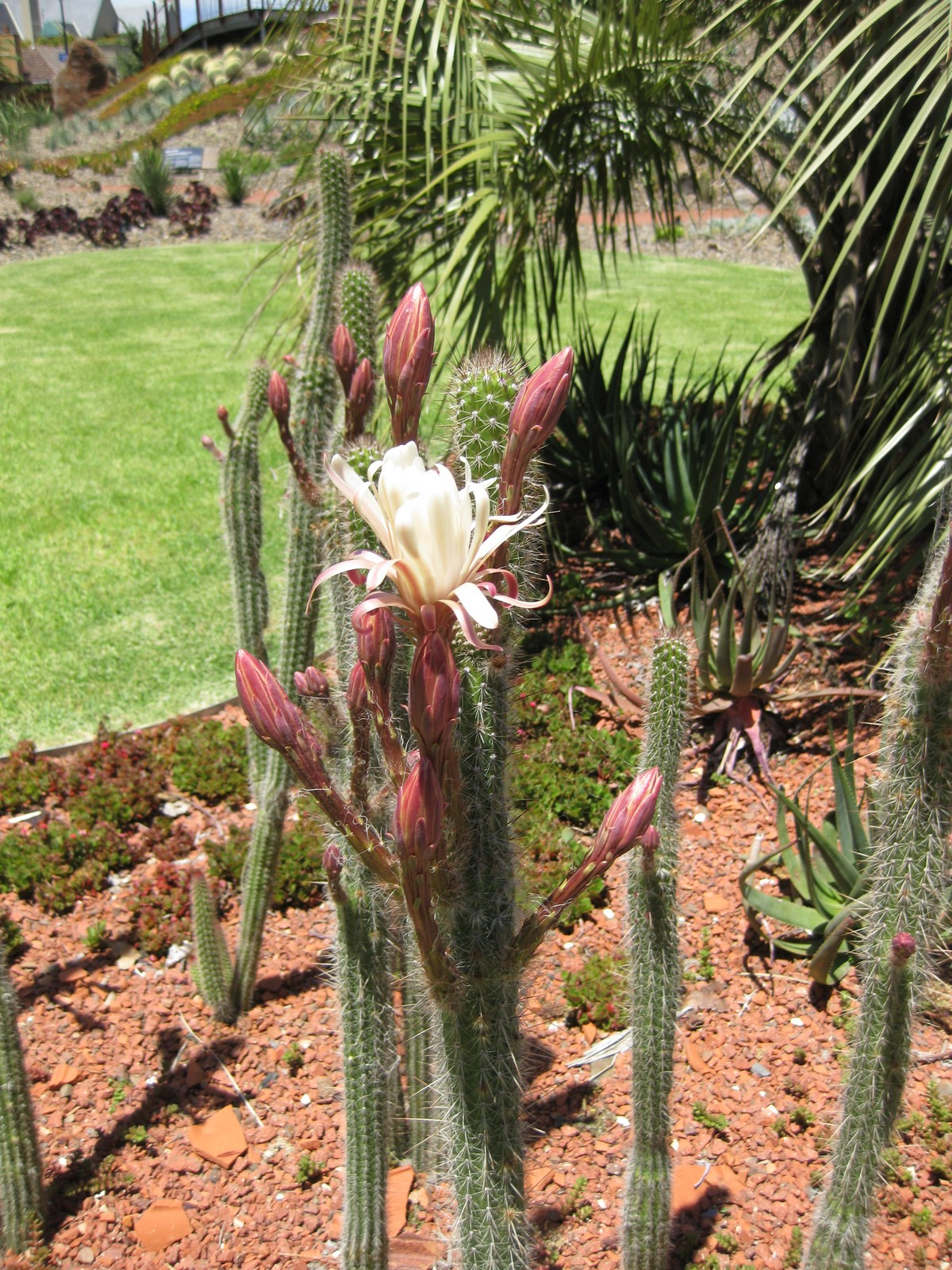
Nyctocereus serpentinus
Фотографія зроблена в Королівському ботанічному саду Мельбурна (Австралія) в грудні

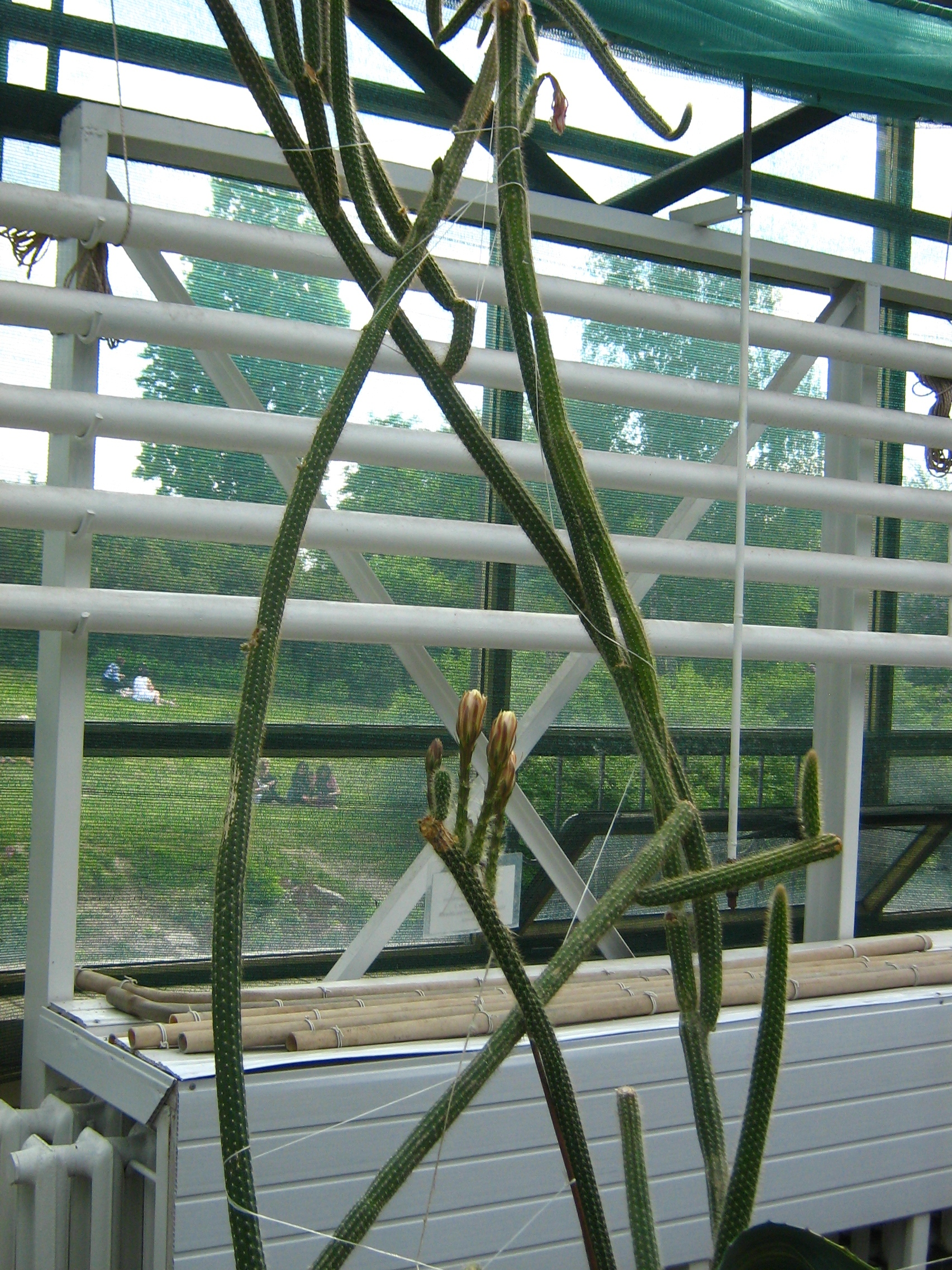
Nyctocereus serpentinus
Ніктоцереус змієподібний. Фото зроблене в оранжерейному комплексі Національного ботанічного саду імені М. М. Гришка.

- Peniocereus serpentinus;
- Echinocereus serpentinus;
- Cereus serpentinus;
- Cereus splendens;
- Nyctocereus castellanosii.

## Ареал
Мексика, Мічоакан, Морелос, Оахака — Мексика (Північна Америка). (широко поширений вид)

## Опис
Колоноподібна рослина, з тонким стеблом (до 5 м у висоту/довжину і до 5 см в діаметрі). Швидкоросла, спочатку прямостояча, іноді повзуча за наявності опори. Без опори — повисає.
Ребер 10-15, тупих. Ареоли з білуватою шерстю.
Колючок 10-12, голкоподібні, білуваті (молодих — червонуватих), з темними кінчиками, до 3 см завдовжки.
Квітки нічні (вечірні), воронкоподібні, білі, великі (до 15 см в діаметрі), ароматні. Зовнішні сегменти оцвітини — рожеві. Квіткова трубка покрита щетинками.
Плоди яйцеподібні, великі (до 5 см завдовжки), покриті колючками, їстівні.

## Особливості
Швидке зростання, необхідність підв'язки.